# Dicraurus alternifolius
Dicraurus alternifolius là loài thực vật có hoa thuộc họ Dền. Loài này được (S. Watson) Uline & Bray mô tả khoa học đầu tiên năm 1896.